# Spartan C2

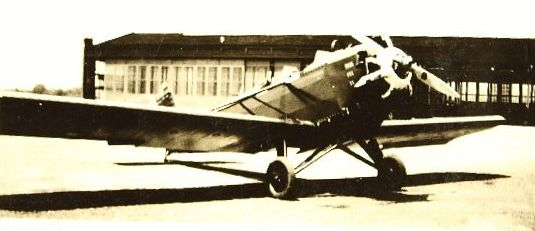
Spartan C2-165

Spartan C2 — американский лёгкий спортивный самолёт разработанный в 1931 году компанией Spartan Aircraft Company, под руководством Уиллиса Брауна (Willis Brown).

## История
Целью проекта было создание недорогой спортивной машины которая могла бы пользоваться спросом во время Великой депрессии начавшейся в США в 1929 году и существенно повлиявшей на платёжеспособность потенциальных покупателей. Лёгкий самолёт был спроектирован Уиллисом Брауном и совершил первый полёт в 1931 году. Машину оснащённую двигателем Jacobs L-3 в 55-60 л. с. и получившую заводской шифр C2-60 удалось продать в количестве 16 экземпляров, после чего производство было прекращено по экономическим соображениям. Впоследствии была предпринята попытка реализовать на основе конструкции учебный самолёт для оснащения Военно-воздушных сил армии США. Модификация имевшая двойное управление и более мощный двигатель Wright J-5 в 185 л. с., военное ведомство не заинтересовала. Всего было изготовлено 2 образца получивших шифр C2-165.

## Конструкция
Spartan C2 представлял собой моноплан с низко расположенным крылом, усиленным распорками с фюзеляжем. Имелись расчалки обеспечивающие жесткость хвостового оперения. В двухместной открытой кабине располагалось два кресла установленные рядом бок о бок. Шасси с хвостовой опорой. На учебной модификации C2-165 была оборудована двойная кабина где инструктор и обучаемый сидели друг за другом и двойное управление, а также специальный колпак для обучения слепым полётам.

### Технические характеристики
Вариант C2-60
- Экипаж: 2 чел.
- Длина: 6,96 м
- Размах крыла: 12,19 м.
- Высота: 2,11 м
- Площадь крыла: 15.05 м²
- Профиль крыла: Clark Y[англ.]
- Масса пустого: 332 кг
- Масса снаряжённого:
- Нормальная взлётная масса:
- Максимальная взлётная масса: 542 кг
- Двигатель ПД Jacobs L-3
- Мощность: 1 x 55-60 л. с.

### Лётные характеристики
- Максимальная скорость: 150 км / ч
  - у земли:
  - на высоте м:
- Крейсерская скорость: 130 км / ч
- Практическая дальность: 515 км
- Практический потолок: 4000 м
- Скороподъёмность: 4,1 м/с
- Нагрузка на крыло: 34,0 кг/м²
- Тяговооружённость: Вт/кг
- Максимальная эксплуатационная перегрузка:[1]